# Niederländische Besitzungen an der Goldküste

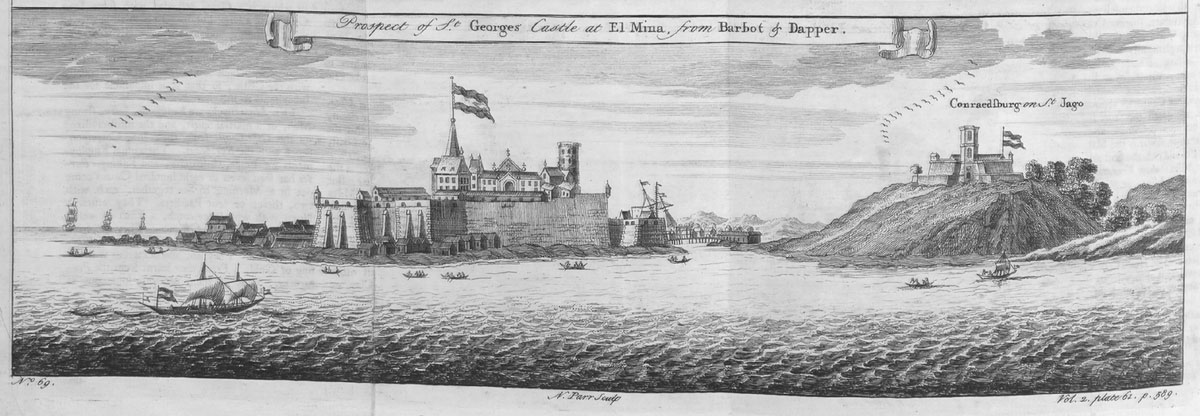
Historische Ansicht (17. Jahrhundert) der niederländischen Forts Sao Jorge und Sao Jago da Mina (Coonradsburg) in Elmina

Niederländische Besitzungen an der Goldküste (heutige Küste von Ghana) in Westafrika gab es zwischen 1598 und 1872 in Form etlicher Stützpunkte, teils gering befestigte Handelsstationen, teils mächtige Festungen. Die Siedlung wurde die wichtigste Niederländische Kolonie nach der Eroberung von Fort Elmina im Jahre 1637.
Die ca. 45 bekannten Forts an der Goldküste wechselten zumeist alle paar Jahre oder auch Jahrzehnte den europäischen Besitzer. Insbesondere zwischen Briten und Niederländern führte eine jahrhundertelange Konkurrenz an dieser Küste zu beständigen Attacken auf die Festungen der jeweils anderen Macht. Festungen wurden erobert, zerstört, verlassen, wiederaufgebaut. Das führte dazu, dass nahezu sämtliche Forts von Ghana zu irgendeinem Zeitpunkt einmal in niederländischem Besitz waren. Die unten folgende Liste versucht diese Wechsel wiederzugeben.

## Charakter der niederländischen Besitzungen
Zu keinem Zeitpunkt besaßen die Niederländer eine „Niederländische Kolonie Goldküste“. Ziel der Festungsgründungen war bis ins 19. Jahrhundert die Gewinnung sicherer Handelsorte und nicht koloniale Eroberung. Die Festungen wurden vor Ort auch nicht vom Niederländischen Staat selbst verwaltet, sondern von halbstaatlichen Gesellschaften, von denen die Niederländische Westindien-Kompanie die Bedeutendste war. Der Einfluss der Niederländer endete zumeist direkt hinter den Mauern ihrer Festungen. Eine Ausnahme bildete hier die Stadt Elmina, in der die Niederländer fast 250 Jahre lang zwei mächtige Festungen besaßen und teilweise auch die Kontrolle über die Stadt und ihr direktes Umland ausübten. Die Niederländer betrachteten die Bewohner dieser Stadt bald als ihre Untertanen – die Einwohner Elminas sahen das allerdings zumeist anders. Die Stadt verwaltete sich weitgehend selbst und das prekäre Hierarchieverhältnis zwischen Europäern und Stadtbewohnern wurde ständig neu austariert.
Wie die anderen europäischen Mächte auch, zahlten die Niederländer zudem für die Mehrheit ihrer Festungen eine Art Pacht an eine afrikanische Macht. Zumeist ging diese an den lokalen afrikanischen Herrscher. Um diese afrikanische Oberhoheit über europäische Festungen wurden ebenfalls etliche Kriege geführt. Im Falle Elminas z. B. wechselte der Pachtvertrag (die „Note von Elmina“) mehrfach den afrikanischen Besitzer, gelangte schließlich in die Hände des inländischen Aschantireiches und begründete für 150 Jahre eine besondere Beziehung zwischen dem Reich der Aschanti und den Vereinigten Niederlanden.

## Entstehung und Entwicklung der niederländischen Besitzungen

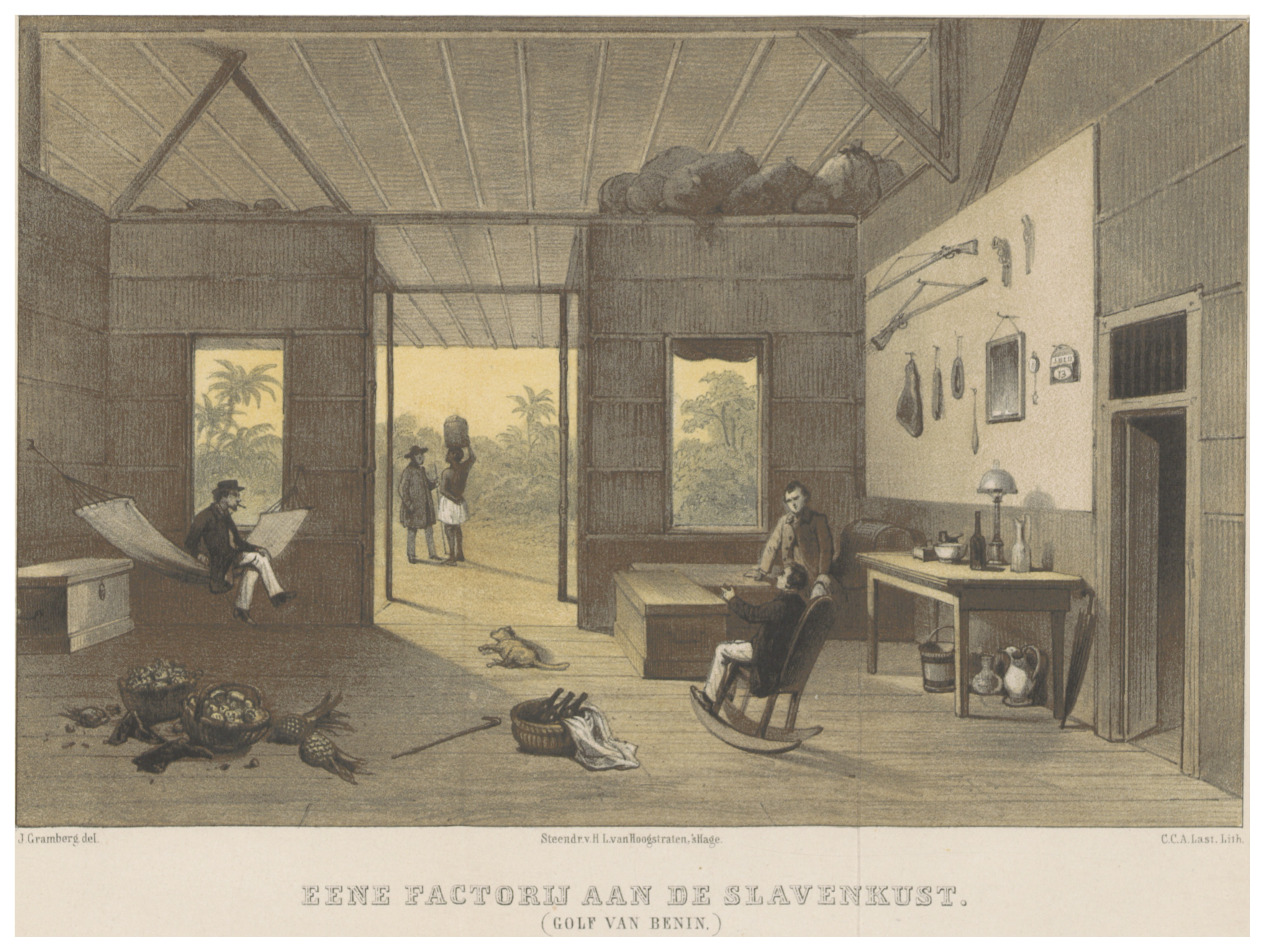
Blick in das Innere einer Faktorei (Jan S.G. Gramberg, um 1861)

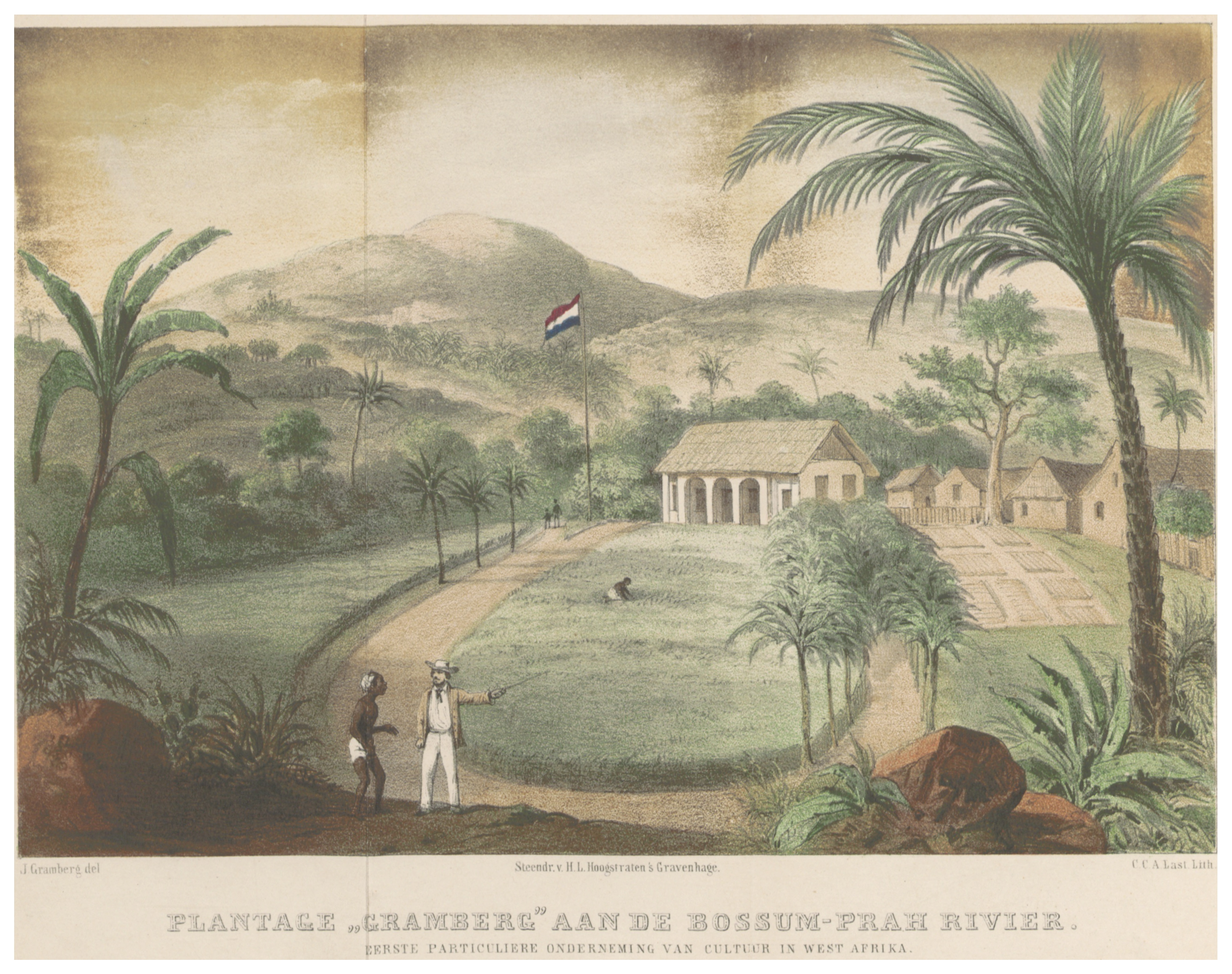
Die Gramberg-Plantage war (laut Bildunterschrift) die erste europäische Plantage an der Westküste Afrikas (Jan S.G. Gramberg, um 1861)

Von 1470 bis Ende des 16. Jahrhunderts waren die Portugiesen die unangefochtene europäische Macht an der Goldküste. Die niederländischen Kaufleute beschränkten sich auf die Rolle von Zwischenhändlern zwischen Nordeuropa und Portugal bzw. Spanien. Mit dem Aufstand der Niederlande gegen Spanien ab 1560 waren ihnen jedoch die spanischen Häfen verschlossen. Als 1594 Philipp II. von Spanien und Portugal ihnen auch den entscheidenden Hafen von Lissabon verschloss, sahen sich die niederländischen Kaufleute geradezu gezwungen, sich direkt zu den Quellen der exotischen Güter zu begeben, die sie bisher von Spaniern und Portugiesen erhandelt hatten. Zwei Jahre später geriet ein holländischer Kapitän auf dem Weg nach Brasilien vom Kurs ab und landete an der Goldküste, wo er eine Zeit lang von den Portugiesen gefangen gehalten wurde. Er erkannte dabei das Ausmaß der Möglichkeiten für Geschäfte. Nach seiner Freilassung erhandelte er noch eine größere Menge Goldes, verbreitete die Nachricht von dieser neuen Goldquelle in seiner Heimat und löste eine Welle von kaufmännischer Unternehmungen Richtung Goldküste aus. Die Niederländer traten bald als ernstzunehmende Konkurrenten der Portugiesen auf und auch einheimische Herrscher erkannten den Vorteil in dem Umstand, dass nun ein zweiter europäischer Käufer und Verkäufer vor ihren Küsten aufgetaucht war. Von 1612 bis zur Eroberung von Elmina 1637 war das Fort Nassau in Mori Hauptquartier der Niederländer an der Goldküste. Mit der Eroberung von Elmina 1637, das fast 200 Jahren portugiesischer Besitz gewesen war, war das portugiesische Monopol endgültig gebrochen.
Hauptkonkurrenten wurden in der Folge die Briten, mit denen man erst Anfang des 18. Jahrhunderts in eine Phase relativ friedlicher Koexistenz eintrat. Nachdem die Briten 1850 die dänischen Besitzungen an der Goldküste aufgekauft hatten, drängten sie auch die Niederländer zum Verkauf. Aus innenpolitischen Gründen war für die Niederlande ein Verkauf zunächst nicht möglich, 1868 einigten sich Briten und Niederländer aber auf einen Austausch ihrer Forts nach geographischen Gesichtspunkten zwecks Vereinfachung der Verwaltung. Alle niederländischen Forts östlich von Elmina wurden den Briten, alle britischen Forts westlich von Elmina den Niederländern übergeben. Die Niederländer trafen jedoch in mehreren ehemals britischen nun niederländischen Forts auf entschiedenen Widerstand der vor ihren Mauern lebenden Bevölkerung, so z. B. in Kommenda oder in Dixcove. Für 47.000 holländische Gulden (etwa 24.000 britische Pfund) verkauften die Niederländer 1872 nicht zuletzt wegen dieses Widerstandes ihre Besitzungen an der Goldküste komplett an die Briten (in den 1850er Jahren hatten die Briten noch 50–60.000 Pfund geboten).

## Die Festungen und sonstigen Stützpunkte im Lauf der Zeit im Einzelnen
(Die 1872 an Großbritannien abgetretenen letzten Besitzungen sind gelb markiert)
| Ort                 | Festung                | Gründung (Eroberung) | Aufgabe (Verkauf) | Kommentare |
| ------------------- | ---------------------- | -------------------- | ----------------- | --- |
| Beyin               | Fort William           | 1868                 | 1872              | davor und danach englisch (engl.: Fort Apollonia) |
| Ankobra             | Fort Elise Carthago    | 1702                 | 1706 (?)          | (1650 Handelsstation, 1702 Fort) |
|                     | Fort Ruychaver         | 1654                 | 1659              | |
| Axim                | Fort Santo Antonio     | 1642                 | 1872              | Unterbrechung 1664–1665 |
| Princes Town        | Fort Hollandia         | 1724                 | 1872              | (Festung Groß Friedrichsburg) 1717 von Brandenburg-Preußen gekauft, aber vom Einheimischen Jan Conny besetzt, 1724 erobert, - 1814/1815 aufgegeben, 1872 an Briten verkauft |
| Dixcove             | Fort Metaal Kruis      | 1868                 | 1872              | |
| Butri               | Fort Batenstein        | 1649                 | 1872              | Unterbrechung 1656–1828 |
| Takoradi            | Fort Witsten           | 1665                 | 1690              | |
| Sekondi             |                        | 1868                 | 1872              | |
| Sekondi             | Fort Oranje            | 1670                 | 1872              | mit Unterbrechungen, teils von einheimischen Ahanta erobert |
| Shama               | Fort San Sebastian     | 1640                 | 1872              | mit Unterbrechungen (teils britisch, teils aufgegeben) |
| Komenda             | Fort Komenda           | 1867                 | 1872              | |
| Komenda             | Fort Vredenburgh       | 1688                 | 1872              | Unterbrechung 1782–1785 |
| Elmina              | Fort Conraadsburg      | 1637                 | 1872              | (ehemals port. Fort Sao Jago da Mina) |
| Elmina              | Fort São Jorge da Mina | 1637                 | 1872              | |
| Cape Coast          | Cape Coast Castle      | 1637                 | 1652              | schwedischer Name: Carolusborg 1637–1652 niederländisch |
| Mouri               | Fort Nassau            | 1624                 | 1868              | mehrfach zwischenzeitlich in britischer Hand |
| Cormantin           | Fort Amsterdam         | 1665                 | 1868              | Unterbrechung 1721–1785 (per Vertrag an die Briten) |
| Anomabu             | Fort William           | 1640                 | 1652              | |
| Egya                |                        | 1647                 | 1664              | Unterbrechung zwischendurch |
| Apam                | Fort Leydsaemheyt      | 1697                 | 1868              | („Geduld“) Unterbrechung 1711–1785 |
| Senya Beraku        | Fort Goede Hoop        | 1667                 | 1868              | Unterbrechung 1782–1785 |
| Ussher Town (Accra) | Fort Crêvecoeur        | 1642                 | 1868              | Unterbrechung 1782–1786 |
| Keta                | Fort Singelenburgh     | 1734                 | 1737              | |